# Église Saint-Rémi de Congis-sur-Thérouanne

L'église Saint-Rémi est une église catholique située à Congis-sur-Thérouanne, en France.

## Localisation
L'église est située dans le département français de Seine-et-Marne, sur la commune de Congis-sur-Thérouanne.

## Historique
L'édifice est inscrit au titre des monuments historiques en 1949 et classé en 1972.